# Bass Lake (Kalifornija)
Bass Lake je naseljeno područje za statističke svrhe u američkoj saveznoj državi Kalifornija. Prema popisu stanovništva iz 2010. u njemu je živjelo 527 stanovnika.